# Convocatoria por Asturias
Convocatoria por Asturias  (en français : « Appel pour les Asturies ») est une coalition électorale de gauche constituée dans la perspective des élections du 28 mai 2023 à la Junte générale de la principauté des Asturies.

## Historique
Convocatoria por Asturias est une extension de la coalition Asturias por la Izquierda, formée par Izquierda Unida et Izquierda Asturiana (es) pour les élections de mai 2019, tant municipales que régionales. Lors des élections autonomes, Asturias por la Izquierda a ainsi remporté 2 sièges.
En vue des élections de 2023, la coalition est reconduite et est rejointe par un troisième partenaire : Más País. La coalition est ainsi renommée Convocatoria por Asturias et est dirigée par Ovidio Zapico (ast).

## Partis membres
| Formation | Formation                | Formation | Idéologie                                               |
| --------- | ------------------------ | --------- | ------------------------------------------------------- |
|           | Izquierda Unida          | IU        | Communisme, socialisme démocratique, républicanisme     |
|           | Más País                 | MP        | Progressisme, féminisme, écosocialisme                  |
|           | Izquierda Asturiana (es) | IAS       | Nationalisme asturien, socialisme, politique écologique |

## Résultats électoraux

### Junte générale de la principauté des Asturies
| Année | Chef de file        | Voix   | %    | #  | Sièges | Gouvernement |
| ----- | ------------------- | ------ | ---- | -- | ------ | ------------ |
| 2023  | Ovidio Zapico (ast) | 40 774 | 7,59 | 4e | 3 / 45 | Barbón II    |

Trois députés sont élus : Ovidio Zapico González (es), coordinateur régional d'Izquierda Unida des Asturies (es), Delia Campomanes Isidoro d'Izquierda Unida des Asturies et Xabel Vegas de Más País.